# Шандекен (Нью-Йорк)
Шандекен (англ. Shandaken) — місто (англ. town) в США, в окрузі Ольстер штату Нью-Йорк. Населення — 2866 осіб (2020).

## Демографія
Згідно з переписом 2010 року, у місті мешкало 3085 осіб у 1505 домогосподарствах у складі 770 родин. Було 2776 помешкань
Расовий склад населення:
| - 92,9 % — білих - 1,6 % — азіатів - 0,9 % — чорних або афроамериканців - 0,5 % — корінних американців - 1,8 % — осіб інших рас |

До двох чи більше рас належало 2,4 %. Частка іспаномовних становила 5,0 % від усіх жителів.
За віковим діапазоном населення розподілялося таким чином: 15,8 % — особи молодші 18 років, 64,5 % — особи у віці 18—64 років, 19,7 % — особи у віці 65 років та старші. Медіана віку мешканця становила 50,2 року. На 100 осіб жіночої статі у місті припадало 101,2 чоловіків;  на 100 жінок у віці від 18 років та старших — 100,5 чоловіків також старших 18 років.
Середній дохід на одне домашнє господарство  становив 61 715 доларів США (медіана — 37 170), а середній дохід на одну сім'ю — 90 502 долари (медіана — 74 444). Медіана доходів становила 46 544 долари для чоловіків та 48 667 доларів для жінок. За межею бідності перебувало 14,3 % осіб, у тому числі 20,8 % дітей у віці до 18 років та 9,8 % осіб у віці 65 років та старших.
Цивільне працевлаштоване населення становило 1152 особи. Основні галузі зайнятості: роздрібна торгівля — 19,1 %, освіта, охорона здоров'я та соціальна допомога — 19,0 %, мистецтво, розваги та відпочинок — 16,7 %.